# Luis Carbonell Parra
Luis Manuel Carbonell Parra (Caracas, 29 de desembre de 1924-Caracas, 19 de novembre de 2015) va ser un científic, investigador i professor universitari veneçolà.
Va rebre el títol de metge cirurgià el 1948 i de l'especialitat d'anatomia patològica el 1950, en la Universitat Central de Veneçuela. Va ser pioner a Veneçuela en la investigació dels paràsits causants de la miocarditis causada per Chagas
 i va ser el metge en cap de l'expedició francoveneçolana que va descobrir el naixement del riu Orinoco, el 1951. Va servir com a anatomopatòleg de l'Hospital Vargas i en la Maternitat Concepción Palacios, tots dos a Caracas, entre 1945 i 1956. Va exercir com a professor ajudant en la càtedra de neuroanatomia a les universitats Howard, George Washington i l'US Armed Forces Institute of Pathology a la ciutat de Washington DC entre 1952 i 1955.
De retorn al seu país, es va dedicar de ple a la investigació. Juntament amb el del seu col·lega Marcel Roche, el seu nom apareix associat a la història i desenvolupament de l'Institut Veneçolà d'Investigacions Científiques, institut que va ajudar a reorganitzar des dels seus inicis el 1959 i amb el qual va col·laborar com a investigador titular i sotsdirector (1959-1969) i posteriorment, director (1974-1981). En l'àmbit acadèmic, va ser professor titular de la càtedra d'anatomia patològica en la seva alma mater, entre 1958 i 1963 i va ser membre de les comissions organitzadores de la creació de la Universitat Simón Bolívar i de la Facultat de Ciències de la Universitat dels Andes, ambdues el 1969.
Va ser individu de nombre de l'Acadèmia de Ciències Físiques, Matemàtiques i Naturals de Veneçuela (Butaca XXX), institució de la qual va anar president entre 2003 i 2008. A més va ser Ministre d'Estat per a la Ciència i Tecnologia (1984) i Ministre d'Educació (1985); president de la fundació "Centro d'Investigacions de l'Estat per a la Producció Experimental Agroindustrial" (CIEPE) (1974), president del Consell Nacional d'Investigació Científiques i Tecnològiques (CONICIT) (1985) i president de la Fundació per al Desenvolupament de les Ciències Físiques, Matemàtiques i Naturals (FUDECI) (1996).
Va publicar 52 treballs relacionats amb microscòpia electrònica de fongs patògens a l'home i diversos temes gastroenterològics i va ser condecorat amb l'Orde del Llibertador, en el Grau de Cavaller (1953) i Banda d'Honor (1985); Ordre d'Andrés Bell, Classe Corbata (1968) i Banda d'Honor (1985); Orde Francisco de Miranda, Banda d'Honor i Segona Classe i la Medalla d'Instrucció Pública Orde 27 de Juny, del Ministeri d'Educació (1966). Va morir el 19 de novembre de 2015 als 90 anys.